# پهن‌نوک هوسی
پهن‌نوک هُوسی (نام علمی: Calyptomena hosii) نام یک گونه از سرده پهن‌نوک‌های سبز است.